# Ustawa o ograniczaniu barier administracyjnych dla obywateli i przedsiębiorców
Ustawa o ograniczaniu barier administracyjnych dla obywateli i przedsiębiorców – ustawa z dnia 25 marca 2011 roku wprowadzająca – w ramach upraszczania prawa gospodarczego – rozwiązania mające na celu ograniczenie biurokracji, zmniejszenie kosztów działalności gospodarczej, redukcję liczby zezwoleń, rejestrów działalności regulowanej, licencji i upoważnień oraz ograniczenie sprawozdawczości. Ustawa została podpisana przez prezydenta RP 20 kwietnia 2011. Weszła w życie 1 lipca 2011. Ustawa wprowadziła liczne zmiany w wielu aktach prawnych, m.in. w Kodeksie postępowania administracyjnego. 
Jednym z podstawowych założeń ustawy jest wprowadzenie instytucji oświadczenia w miejsce obowiązku przedkładania zaświadczeń, inaczej mówiąc wprowadzenie do życia gospodarczego zasady, że obywatel zamiast udowadniać dokumentami określony stan faktyczny lub prawny, będzie mógł składać oświadczenie zamiast zaświadczeń. 
"Organ administracji publicznej nie może żądać zaświadczenia ani oświadczenia na potwierdzenie faktów lub stanu prawnego, jeżeli znane są one organowi z urzędu, z posiadanych przez niego ewidencji, rejestrów lub innych danych"... albo innych źródeł określonych w ustawie (art. 1 ustawy).
Oświadczenia takie mają zawierać zapis, że składający je jest świadom odpowiedzialności karnej za złożenie fałszywego oświadczenia.